# Верхнекокшеньгский Погост
Верхнекокшеньгский Погост — село в Тарногском районе Вологодской области.
Входит в состав Тарногского сельского поселения (с 1 января 2006 года по 8 апреля 2009 года было центром Кокшеньгского сельского поселения), с точки зрения административно-территориального деления — центр Верхнекокшеньгского сельсовета.
Расстояние до районного центра Тарногского Городка по автодороге — 27 км. Ближайшие населённые пункты — Володинская, Кузьминская, Шалимовская, Слободинская, Александровская, Дурневская.
В 1999 году село было внесено в реестр населённых пунктов Вологодской области как Верхнекокшенгский Погост. В 2001 году написание в реестре изменено на Верхнекокшенгский Погост, переименование утверждено постановлением правительства области в 2005 году.
По переписи 2002 года население — 61 человек (28 мужчин, 33 женщины). Всё население — русские.
28 февраля 2024 года переименовано в Верхнекокшеньгский Погост.